# اندازه‌گیری

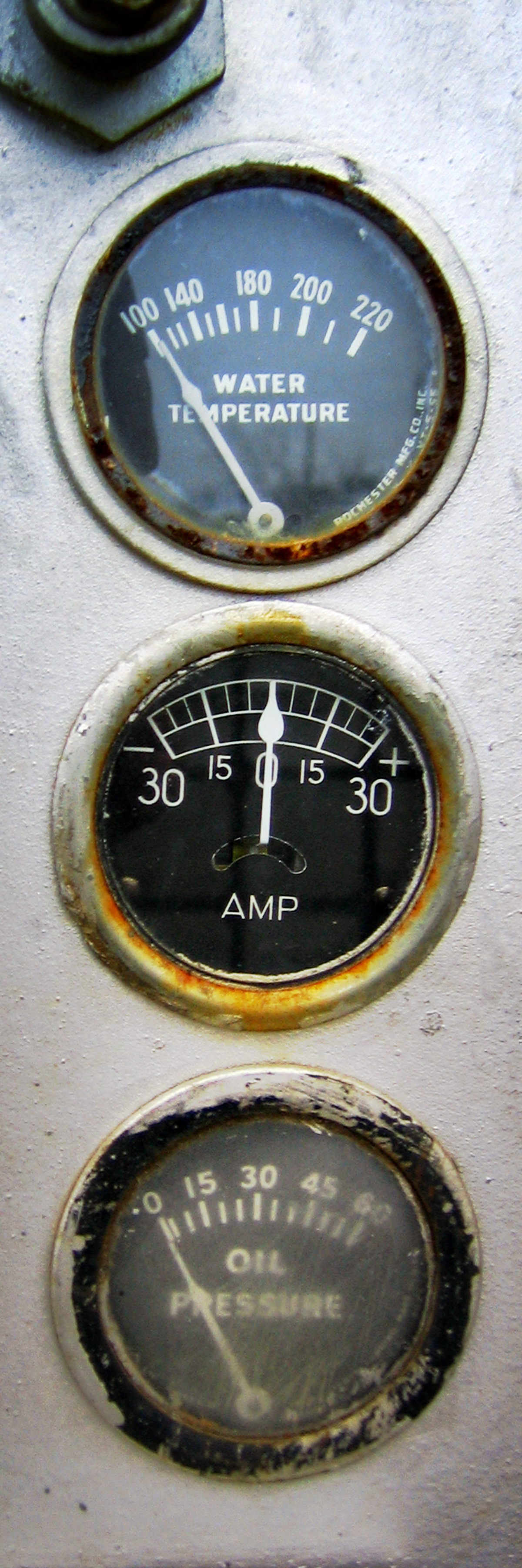
ابزار اندازه‌گیری دمای آب و فشار روغن.

اَندازِه‌گیری یا قیاس، انتساب یک عدد به مشخصه یک شی یا واقعه است که می‌تواند با اشیا یا رویدادهای دیگر مقایسه شود. (مانند اندازه‌گیری با کولیس، ریزسنج، خط‌کش، ترازو، دماسنج، سرعت‌سنج، ولت‌سنج، سختی‌سنج، زبری‌سنج، بادسنج، ژرفاسنج، زاویه سنج، آب‌سنج یا فشارسنج).
این فرایند می‌تواند شامل برآورد اندازهٔ ویژگی‌های یک چیز، مانند طول یا وزنِ آن نسبت به یکاهای اندازه‌گیریِ استاندارد، مانند متر و کیلوگرم باشد. مترولوژی نیز دانش بررسی اندازه‌گیری است.
هر نوع ویژگی فیزیکی را می‌توان با استفاده از وسایل اندازه‌گیری مناسب آن فرایند اندازه گرفت، کمّیت‌های فیزیکی، مانند مسافت، سرعت، انرژی، دما و زمان ازجملهٔ این ویژگی‌ها هستند.
اندازه‌گیری، سنگ بنای تجارت، علوم، فناوری و پژوهش کمی در بسیاری از رشته‌ها است. در طول تاریخ، سیستم‌های اندازه‌گیری متعددی برای کمک به انسان در تسهیل مقایسه وجود داشته‌است. معمولاً این سیستم‌ها به صورت محلی و توسط شرکای تجاری یا همکاران ایجاد می‌گردید.

## تاریخچه اندازه‌گیری
هنگامی که انسان‌ها برای اولین بار به دنبال یک واحد طول بودند، قسمت‌هایی از بدن انسان، به‌طور عمده دست‌ها، بازوها یا پاها را برای مقایسه تصویب کردند. غیرکاربردی بودن این روش‌ها به سرعت مشخص شد، چرا که این موارد در سراسر جهان یکسان نبودند. اندازه‌گیری موفق، باید بر اساس استانداردهای قابل اطمینان، تکرارپذیر و ترجیحاً تصویب شده جهانی باشد. امروزه تمام کشورهای صنعتی، «متر» بین‌المللی را به عنوان مرجع اصلی طول پذیرفته‌اند. کشورهای آمریکا و بریتانیا که از اینچ نیز استفاده می‌کنند، به صورت رسمی یک اینچ را برابر ۲٫۵۴ سانتی‌متر تعریف کرده‌اند.

## استاندارد طول در صنعت

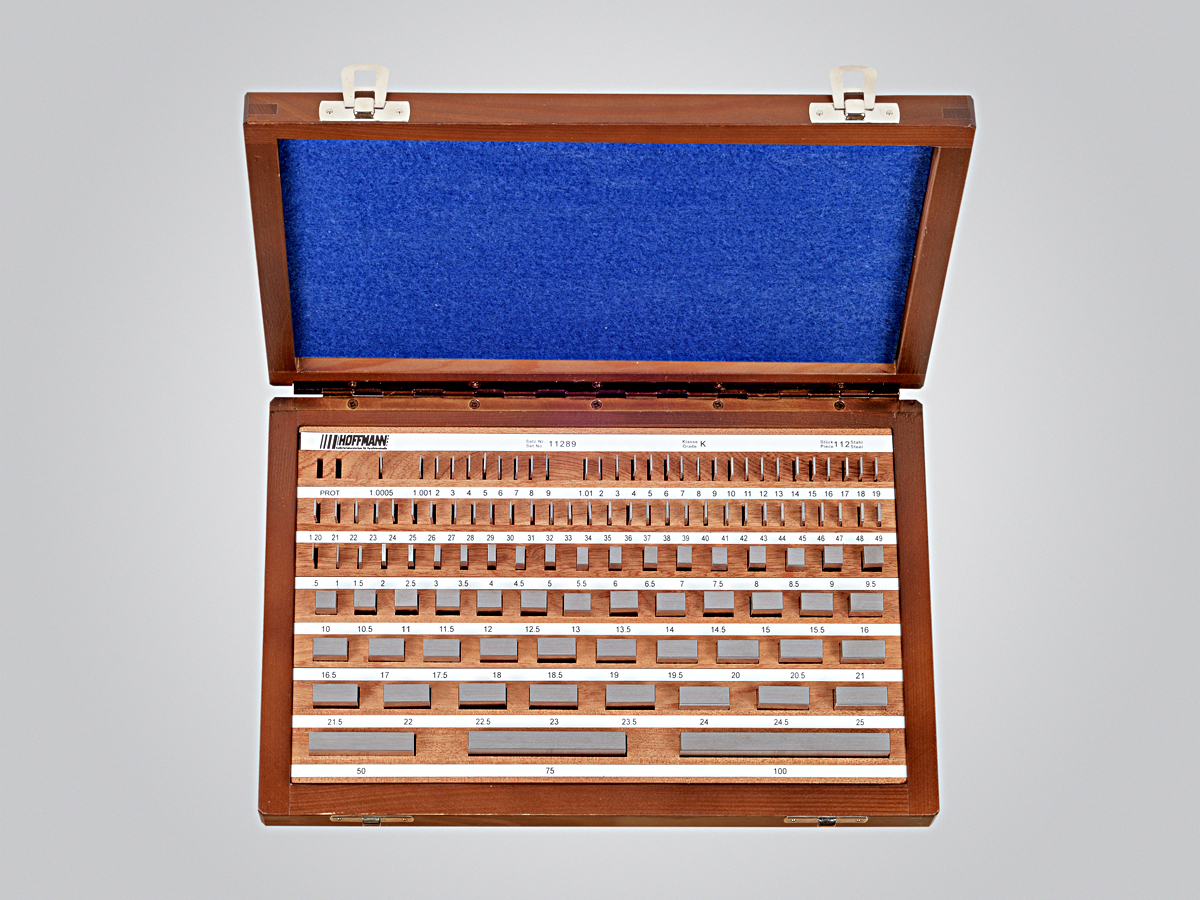
یک مجموعه ۱۱۲ تایی گیج بلاک متریک. گیج بلاک‌ها وسیله ای برای تولید طول‌های بسیار دقیق و با تلرانس‌های بسیار کوچک هستند.

گیج بلاک‌ها، نیاز روزمره صنعت به وسیله ای برای اندازه‌گیری طول با دقت بسیار بالا را در کارخانه‌های تولیدی رفع می‌کنند. این بلوک‌های کوچک مقطعی مستطیلی، مربعی یا دایره ای داشته و از موادی مانند فولاد، آلیاژهای کاربید یا مواد سرامیکی ساخته می‌شوند. گیج بلاک‌ها دو سطح مسطح کاملاً صیقلی داشته و هر کدام از آنها طول معینی دارند.
گیج بلاک‌ها گریدهای مختلفی دارند. بلاک‌های گرید ۰٫۵ (که بلاک‌های Grand-master خوانده می‌شوند) به عنوان مرجع استاندارد در لابراتوارهای کالیبراسیون استفاده می‌شوند. بلاک‌های گرید ۱ (گرید لابراتوار) برای بررسی و کالیبره کردن سایر گریدهای گیج بلاک‌ها استفاده می‌شوند. بلاک‌های گرید ۲ (گرید-دقیق) برای بررسی گیج بلاک‌های گرید ۳ یا مستر استفاده می‌شوند. از گیج بلاک‌های گرید ۳ (که گرید B یا گرید کاری نیز خوانده می‌شوند) برای کالیبراسیون دستگاه‌های اندازه‌گیری متداول، مانند میکرومترها، یا برای کارهای اندازه‌گیری واقعی استفاده می‌شوند.